# Abron (Acolin)
Der Abron ist ein Fluss in Frankreich, der in den Regionen Auvergne-Rhône-Alpes und Bourgogne-Franche-Comté verläuft. Er entspringt nordöstlich von Moulins, im Gemeindegebiet von Lusigny, entwässert generell Richtung Nord bis Nordwest und erreicht nach rund 33 Kilometern knapp westlich von Decize, bei Avril-sur-Loire, das Tal der Loire. Ursprünglich mündete er hier als linker Nebenfluss in den Acolin, knapp vor dessen Einmündung in die Loire. Seit der Errichtung des Canal latéral à la Loire (dt.: Loire-Seitenkanal) wird das Wasser des Abron zur Versorgung des Kanals in einem Bewässerungsgraben abgeleitet und die Wassermenge über Wehranlagen gesteuert. Auf seinem Weg durchquert der Abron die Départements Allier und Nièvre.

## Orte am Fluss
- Gennetines
- Saint-Ennemond
- Toury-Lurcy
- Saint-Germain-Chassenay